# Sicherheitsrichtlinie
Eine Sicherheitsrichtlinie (auch Sicherheitsleitlinie, Sicherheitspolitik) beschreibt den erstrebten Sicherheitsanspruch einer Institution (Behörde, Unternehmen, Verband etc.). Mit Sicherheit ist hier in der Regel Informationssicherheit gemeint. Die Schwerpunkte liegen dabei heute im Bereich der elektronischen Datenverarbeitung und den damit einhergehenden Sicherheitsanforderungen. Hierbei liegt die Annahme bzw. Tatsache zugrunde, dass Informationen per se einen Wert darstellen bzw. ihr Schutz per Gesetz oder Verordnung gefordert ist.
Im Rahmen der Informationssicherheit lässt sich Sinn und Zweck einer Sicherheitsrichtlinie umfassend mit der Sicherstellung von Vertraulichkeit, Integrität, Verfügbarkeit und Authentizität (VIVA) der Informationen beschreiben. Die Sicherheitsrichtlinie wird von der Leitung der Institution, in Unternehmen also vom Vorstand bzw. von der Geschäftsleitung verabschiedet und vorgelebt. Sie muss von allen Mitgliedern der Institution zur Kenntnis genommen, verstanden und beachtet werden. Zuwiderhandlungen werden soweit möglich sanktioniert.

## Inhalt
Eine Sicherheitsrichtlinie definiert die von der Institution gewählten Ziele zur Informationssicherheit sowie die verfolgte Informationssicherheitsstrategie.
Auflistung der wesentlichen Inhalte (ohne Anspruch auf Vollständigkeit):
- Stellenwert der Informationssicherheit und Bedeutung der IT (Informationstechnologie) für die Aufgabenerfüllung
- Benennung der Sicherheitsziele und Beschreibung der Sicherheitsstrategie
- Beschreibung der Organisationsstruktur
- Zusicherung, dass die Sicherheitsrichtlinie von der Leitungsebene durchgesetzt wird und Verstöße soweit möglich sanktioniert werden
- Aussagen zur periodischen Überprüfung der Sicherheitsmaßnahmen
- Aussagen zu Programmen zur Förderung der Informationssicherheit durch Schulungs- und Sensibilisierungsmaßnahmen (Erhalt und Förderung der Security Awareness)
- Verantwortlichkeiten im Informationssicherheitsprozess